# Municipio de Plattin
El municipio de Plattin (en inglés: Plattin Township) es un municipio ubicado en el condado de Jefferson en el estado estadounidense de Misuri. En el año 2010 tenía una población de 11576 habitantes y una densidad poblacional de 43,34 personas por km².

## Geografía
El municipio de Plattin se encuentra ubicado en las coordenadas 38°7′23″N 90°23′34″O / 38.12306, -90.39278. Según la Oficina del Censo de los Estados Unidos, el municipio tiene una superficie total de 267.07 km², de la cual 262.73 km² corresponden a tierra firme y (1.62%) 4.34 km² es agua.

## Demografía
Según el censo de 2010, había 11576 personas residiendo en el municipio de Plattin. La densidad de población era de 43,34 hab./km². De los 11576 habitantes, el municipio de Plattin estaba compuesto por el 97.09% blancos, el 0.61% eran afroamericanos, el 0.21% eran amerindios, el 0.45% eran asiáticos, el 0.03% eran isleños del Pacífico, el 0.24% eran de otras razas y el 1.37% pertenecían a dos o más razas. Del total de la población el 1.2% eran hispanos o latinos de cualquier raza.